# Kapitalismus als Religion
Kapitalismus als Religion ist ein  vielfach rezipiertes Fragment des deutschen Philosophen Walter Benjamin aus dem Jahr 1921. Es blieb zu Lebzeiten unveröffentlicht. Benjamins Ansatz wird vor allem im Zuge von Religions- und Sozialkritik oder der Schulbildung rezipiert, dennoch wird der Kapitalismus selten in einer Systematik von Weltreligionen berücksichtigt – wohl gerade wegen den von Benjamin beschriebenen Mängeln.

## Inhalt
Benjamin beginnt: „Im Kapitalismus ist eine Religion zu erblicken, d. h. der Kapitalismus dient essentiell der Befriedigung derselben Sorgen, Qualen, Unruhen, auf die ehemals die sogenannten Religionen Antwort gaben.“ Er benennt dann vier Merkmale. Zum einen sei der Kapitalismus „eine reine Kultreligion, vielleicht die extremste, die es je gegeben hat“, er kenne „keine spezielle Dogmatik, keine Theologie“. Das zweite Merkmal ist die „permanente Dauer des Kultus“.
Drittens sei der Kapitalismus „verschuldend“, „vermutlich der erste Fall eines nicht entsühnenden [...] Kultus“. Diesem Merkmal widmet Benjamin längere Ausführungen. Sie gipfeln in der Beschreibung, „daß Religion nicht mehr Reform des Seins, sondern dessen Zertrümmerung ist. Die Ausweitung der Verzweiflung zum religiösen Weltzustand [...]“. Der Kult werde universal gemacht, um „endlich und vor allem den Gott selbst in diese Schuld einzubegreifen.“ Das vierte Merkmal sei, „daß ihr Gott verheimlicht werden muß“.
In zwei folgenden kürzeren Abschnitten setzt Benjamin die Freudsche Theorie, im Besonderen die Philosophie Nietzsches und einen zentralen Gedanken Marx’ in Bezug zu seiner Analyse.